# Bitka kod Austerlitza
Bitka kod Austerlitza (poznata i kao Bitka triju careva, Trocarska bitka ili Bitka kod Slavkova) vođena je 2. prosinca 1805. godine između francuske vojske pod vodstvom Napoleona I. Bonapartea te austrijsko-ruske koalicije pod vodstvom Franje II./I., austrijskoga i rimsko-njemačkoga cara, te Aleksandra I., ruskoga cara. Bila je jedna od najvećih i najslavnijih Napoleonovih bitaka.

## Pozadina
Rat Treće koalicije započeo je prodorom austrijske vojske generala Macka na Bavarsku, sve do Ulma. Napoleon je na ovaj napad parirao tako, da je izveo svoj čuveni manevar, - prodro je pored desnog boka austrijske vojske i opkolio je, tako da se je rasporedio između Mackove armije i nastupajuće ruske armije pod komandom 
Kutuzova. Nakon pet dana, 20. listopada 1805., opkoljeni se Mack bio prisiljen predati, jer nije bilo nikakve mogućnosti za proboj iz obruča.
U međuvremenu je Napoleon hitao ususret Rusima i došao 12. studenog do Dunava, te je izbio do Beča. Sljedeći dan su Francuzi bez otpora zauzeli neoštećeni most na Dunavu, koji im je omogućio napredovanje na sjever, gdje je Kutuzov skupljao rusku armiju i ostatke izbjegle austrijske vojske od 15.000 ljudi. Saveznici, kojima je zapovijedao ruski car Aleksandar I., skupili su kod Austerlitza u Moravskoj više od 85.000 vojnika.

## Bitka
Napoleon, koji je imao uza sebe glavninu svoje armije od oko 70.000 vojnika, znao je da mu s juga prijeti armija od 85.000 vojnika austrijskoga nadvojvode Karla. Zato je odlučio pod svaku cijenu isprovocirati što prije odlučnu bitku na terenu koju mu najviše odgovara.
Za mjesto sukoba izabrao je brežuljkast kraj uz cestu Beč – Brno, približno 20 km jugoistočno od Brna, blizu tadašnjeg sela Slavkov (njemački: Austerlitz). Da obmani saveznike o svojim nakanama, fingirao je povlačanje svojih jedinica u panici i neredu, čak je 27. prosinca predložio pregovore o premirju.
Napoleon je svoju armiju postavio na sljedeći način: lijevo krilo vodio je maršal Lannes s oko 24.800 vojnika, a maršal Soult s četvrtim korpusom bio je u sredini i na desnom krilu s 23.600 vojnika. To je desno krilo bilo postavljeno tako, da je ispražnjena uzvisina Prace / Pratzen (u sredini), koja je dominirala cijelom bojišnicom te je tako pružena mogućnost koaliciji da mu napadnu nebranjeno desno krilo.
Car Aleksandar je odmah nasjeo na tu varku, koncentrirao snage koalicije na desnu stranu i napao, usprkos otpora i prigovora Kutuzova. U međuvremenu je Napoleon vukao odlučne poteze, Soulta je izmakao točno po sredini, a na desno krilo je došao Davoutov 3. korpus sa 6.600 vojnika, koji je nastupao iz pravca Beča.
Sljedeći dan su Francuzi uspjeli zadržati koalicijske napade na svoje lijevo krilo, i nakon početnih uspjeha Rusa kod uzvisina na Pratzenu, izveli iznenadni protunapad. Već su do podne vojnici maršala Soulta uspjeli ovladati uzvisinom, odakle su nastavili napadati na koalicijski centar. Probili su obranu i presjekli koalicijske snage na dva dijela. Korpus maršala Davouta počeo je opkoljavati koalicijske snage, u kojima je nastala je totalna pomutnja i kaos, te je bitka bila izgubljena.

## Posljedice
Austerlitz je bio odlučna i najslavnija Napoleonova pobjeda i zenit njegova uspona. Njome je okončana Treća (antinapoleonska) koalicija. Rusi su se morali povući na sjever u Poljsku i nastaviti borbe u savezništvu s Prusijom, te je tako nastala Četvrta koalicija.
Austrijanci su bili prisiljeni tražiti primirje i potpisati ponižavajući Požunski mir, 26. prosinca 1805. Po klauzalama tog mirovnog sporazuma, morali su Francuzima prepustiti Veneciju, Dalmaciju i nekadašnju mletačku Istru, koje su formalno ušle u marionetsko Kraljevstvo Italiju, a Vorarlberg i Tirol je dobila Bavarska. Požunski mir proširio je teritorij Napoleonovih njemačkih saveznika na račun Austrije i označio definitivni kraj Svetoga Rimskog Carstva. Ugovor je sadržavao i preustrojstvo izgubljenih njemačkih zemalja pod Napoleonovim utjecajem, kao i ostale mjere kojima je Austrija oslabljena.

## Zanimljivosti
- U nastupnim bitkama sudjelovao je i hrvatski barun Franjo Jelačić, otac bana Josipa Jelačića, koji je trebao braniti Vorarlberg. Nakon predaje generala Macka von Leibericha Napoleonu, Francuzi su prodrli u Vorarlberg, gdje je Jelačić zapovijedao sa 6 eskadrona konjice i 21 bataljunom pješaštva, te ga natjerali na povlačenje s ostacima njegove vojske od 4000 ljudi. Jelačić je došao do Češke, gdje se 4. prosinca 1805. sastao s carskom vojskom. Zbog tog je poraza bio umirovljen.